# Anne Wingate
Pour les articles homonymes, voir Wingate.
Anne Wingate, née le 4 septembre 1943 à Savannah en Géorgie aux États-Unis et morte le 2 septembre 2021, est une écrivaine américaine, auteure de roman policier. Elle signe certains de ses romans des pseudonymes Lee Martin et Martha G. Webb.

## Biographie
Après une carrière de policière, elle suit des cours d'écriture à l'université de l'Utah. En 1984, elle publie son premier roman signé Lee Martin Too Sane a Murder, premier volume d'une série consacrée à Deb Ralston, une femme policier à Fort Worth. On retrouve en 1986 Deb Ralston dans La Foire aux poupons (A Conspiracy of Strangers) dans lequel l'héroïne, tout en menant une enquête sur la disparition de jeunes femmes, découvre un audacieux trafic de bébés. Pour Claude Mesplède, elle est un « personnage drôle et émouvant (elle vit avec des enfants adoptés) ».
Sous son patronyme, Anne Wingate commence en 1988 une série consacrée au nisei Mark Shigate, un agent du FBI qui devient le chef de la police de Bayport Industrial District (en) au Texas.
Anne Wingate est membre de l'église de Jésus-Christ des saints des derniers jours.

## Œuvre

### Romans

#### Romans signés Anne Wingate

##### SérieMark Shigata
- Death by Deception (1988)
  - Le Crâne en fleur, Série noire no 2258 (1991)
- The Eye of Anna (1990)
  - La mort préfère les blondes, Série noire no 2271 (1991)
- The Buzzards Must Also Be Fed (1991)
- Exception to Murder (1992)
- Yakuza, Go Home!: A Mark Shigata Mystery (1993)

#### Romans signés Lee Martin

##### SérieDeb Ralston
- Too Sane a Murder (1984)
- A Conspiracy of Strangers (1986)
  - La Foire aux poupons, Série noire no 2118 (1987)
- Murder at the Blue Owl (1988)
- Death Warmed Over (1988)
- Hal's Own Murder Case (1989)
- Deficit Ending (1990)
- The Mensa Murders (1990)
- Hacker (1992)
- The Day That Dusty Died (1994)
- Inherited Murder (1994)
- Bird in a Cage (1995)
- Genealogy Of Murder (1996)
- The Thursday Club (1997)

#### Romans signés Martha G. Webb

##### SérieTommy Inman
- A White Male Running (1985)
- Even Cops' Daughters (1986)

##### Autre roman signé Martha G. Webb
- Darling Corey's Dead (1984)

### Ouvrages non fictionnels
- Scene of the Crime: A Writer's Guide to Crime-Scene Investigations (1992)
- Amateur Detectives: A Writer's Guide to How Private Citizens Solve Criminal Cases (1996) (coécrit avec Elaine Raco Chase)

## Sources
- Claude Mesplède (dir.), Dictionnaire des littératures policières, vol. 2 : J - Z, Nantes, Joseph K, coll. « Temps noir », 2007, 1086 p. (ISBN 978-2-910686-45-1, OCLC 315873361), p. 1040-1041.
- Claude Mesplède, Les Années Série noire vol.5 (1982-1995), Encrage « Travaux » no 36, 2000